# Marius Barbeau

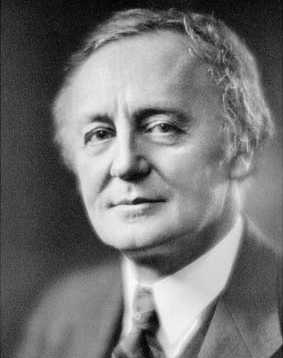
Marius Barbeau

Charles Marius Barbeau, CC (* 5. März 1883 in Sainte-Marie-de-Beauce, Québec; † 27. Februar 1969 in Ottawa) war ein kanadischer Anthropologe, Ethnologe und Folkloreforscher.

## Leben und Wirken
Barbeau besuchte das Collège de Ste-Anne-de-la-Pocatière. 1903 begann er an Jurastudium an der Universität Laval, 1907 ging er mit einem Rhodes-Stipendium nach Oxford, wo er am Oriel College Archäologie, Anthropologie und Ethologie studierte. Daneben besuchte er Sommerkurse an der École des hautes études der Sorbonne und der École d'anthropologie in Paris. Hier lernte er Marcel Mauss sowie Raoul und Marguerite d’Harcourt kennen, die sein Interesse auf die indianische Folklore und die Kultur der frühen indianischen Zivilisationen lenkten.
1911 erhielt er eine Stelle als Anthropologe und Ethnologe bei der Museumsabteilung der  Geological Survey of Canada, aus der 1927 das National Museum hervorging. In dieser Zeit begann er, indianische Lieder und Erzählungen mit dem Phonographen aufzunehmen, wobei er sich besonders für die Vermischung kanadischer und französischer Folklore interessierte.
Von Edward Sapir und Ernest MacMillan erlernte er die Niederschrift aufgenommener Volksweisen in Notenschrift. Nach ersten Reisen ab 1914 unternahm er 1916 eine Expedition entlang dem Sankt-Lorenz-Strom, bei der er mehr als 500 Lieder und zahlreiche Legenden aufzeichnete. Seine Arbeiten hatten großen Einfluss auf Ethnologen wie Evelyn Bolduc, Gustave Lanctot, Adélard Lambert und Édouard-Zotique Massicotte. In den 1930er Jahren waren François Brassard, Luc Lacourcière und Joseph-Thomas LeBlanc seine wichtigsten Schüler.
1916 wurde Barbeau Mitglied der Royal Society of Canada, deren französische Sektion er ab 1933 leitete. 1918 wurde Barbeau Präsident der American Folklore Society, deren Journal of American Folklore er seit 1915 herausgab. 1937 wurde er zum Präsidenten des National Consulting Committee for the Protection of Canadian Wildlife ernannt, 1939 wurde er Mitglied der Washington Academy of Sciences, der Canadian Authors Association und der Société des écrivains canadiens.
Ab 1942 unterrichtete Barbeau an der Universität Ottawa und der Universität Laval. 1948 zog er sich von der Arbeit am National Museum, 1954 nach einem Schlaganfall von der Lehrtätigkeit an der Universität zurück. In der Folgezeit widmete er sich der Transkription und Veröffentlichung der Volksweisen und Texte, die er auf seinen Expeditionen gesammelt hatte. 1950 erhielt er die Lorne Pierce Medal für Literatur der Royal Society of Canada.
Von 1956 bis 1963 war er Präsident der Canadian Society for Traditional Music, zu deren Gründungsmitgliedern er gehörte. 1963 berichtete er in einer Sendereihe der CBC über seine Erinnerungen und Entdeckungen. Neben Zeugnissen der Folklore sammelte er auch andere Zeugnisse indianischer Kultur, die sich heute u. a. in den Sammlungen des Royal Ontario Museum, der University of British Columbia, des Chambly Museum und des Sir Wilifrid Laurier Commemoration Museum finden. Daneben betrieb er auch linguistische Studien zur Beziehung der Sprachen der Huronen und Irokesen.
Barbeau veröffentlichte zahlreiche Schriften und Aufsätze in verschiedenen kanadischen Fachzeitschriften und hinterließ etwa 13000 Originaltexte französischer und indianischer Lieder, darunter 8000 mit Noten. Für seine Arbeit wurde er vielfach ausgezeichnet. Er erhielt dreimal den Prix David, wurde 1962 mit der Medaille des Canada Council, 1965 mit dem National Award der University of Alberta und 1968 mit einem Ehrendiplom der Canadian Conference of the Arts ausgezeichnet. 1967 wurde er Companion des Order of Canada.
Am 17. Juni 1985 ehrte die kanadische Regierung, vertreten durch den für das Historic Sites and Monuments Board of Canada zuständigen Minister, Barbeau und erklärte ihn zu einer „Person von nationaler historischer Bedeutung“.
1969 wurde der höchste Gipfel der kanadischen Arktis Barbeau Peak getauft, die Stadt Montreal benannte 1985 eine Straße nach Barbeau. Die Association canadienne d'ethnologie et de folklore vergibt seit 1978 die Médaille Marius-Barbeau, die u. a. Édith Butler, LaRena Clark und Germain Lemieux erhielten.